# 三重県道37号鳥羽松阪線
三重県道37号鳥羽松阪線（みえけんどう37ごう とばまつさかせん）は、三重県鳥羽市と松阪市を結ぶ主要地方道（三重県道）である。三重県の資格者配置路線の一つであり、全区間が資格者配置路線である。

## 概要

### 路線データ
- 起点：鳥羽市堅神町字木ノ下559番地先[2]（国道42号交点）
- 終点：松阪市宮町字西浦230番地先[2]（国道166号交点、宮町交差点）
- 総延長：43.921 km（平成19年4月1日現在、路線認定調書による）

## 歴史
参宮有料道路も参照。
- 1959年（昭和34年）1月25日 - 三重県道102号伊勢鳥羽線として伊勢市楠部町から鳥羽市堅神町までが一般県道に認定される[3]。
- 1977年（昭和52年）5月31日 - 三重県道104号松阪伊勢線として一般国道23号のうち松阪市宮町から伊勢市中村町までが一般県道に認定される[4]。供用開始は翌6月1日[5]。
- 1982年（昭和57年）
  - 4月1日 - 建設省（現・国土交通省）が一般県道伊勢鳥羽線と一般県道松阪伊勢線を鳥羽松阪線として主要地方道に指定。
  - 12月3日 - 三重県道102号伊勢鳥羽線と三重県道104号松阪伊勢線を廃止し[6]、三重県道37号鳥羽松阪線の路線の認定をする[1]。
  - 三重県道37号は1972年（昭和47年）3月31日から三重県道37号尾鷲上池原線（三重県道735号尾鷲折立線の一部を主要地方道へ昇格）で使われていたが、1981年（昭和56年）4月30日に一般国道425号へ昇格されたことに伴い欠番となっていた。
- 1993年（平成5年）5月11日 - 建設省から、主要県道鳥羽松阪線が鳥羽松阪線として主要地方道に再指定される[7]。

### 参宮有料道路
- 自動車用道路としては日本初の有料道路。現在は無料化し、本道路の一部となっている。
- 区間：飯南郡漕代村大字早馬瀬（櫛田橋東詰、現・松阪市早馬瀬町）から度会郡城田村大字川端（度会橋西詰、現・伊勢市川端町）まで
- 伊勢電気鉄道本線の廃線跡を利用し一級国道23号のバイパス道路として建設され、1953年（昭和28年）12月1日に開通する。
- 当初は三重県が料金徴収を行ったが、1956年（昭和31年）4月16日に日本道路公団へ移管、1967年（昭和42年）3月11日に無料化され建設省へ移管される。

## 路線状況

### 別名
- 伊勢街道（鳥羽市、伊勢市、玉城町、明和町、松阪市）
- 伊勢参宮街道（伊勢市、明和町、松阪市）
- 御幸道路（鳥羽市、伊勢市、玉城町、明和町、松阪市）
- 旧国道23号（鳥羽市、伊勢市、玉城町、明和町、松阪市）
- 鳥羽道（鳥羽市、伊勢市、玉城町、明和町、松阪市）

#### 朝熊道
起点の鳥羽市から伊勢市の国道23号との交点（「楠部町」交差点）までの区間の大半が伊勢市朝熊町であることから「朝熊道」と呼ばれる。
- 朝熊川や近鉄鳥羽線と並行している。
- 同区間を鳥羽道ともいう。

#### 伊勢二見鳥羽ライン
- 伊勢自動車道伊勢インターチェンジから伊勢二見鳥羽有料道路二見ジャンクションまでの区間は本路線の一部となっている。
- 2017年3月11日に無料開放された。伊勢インターチェンジと朝熊インターチェンジの間は道路地図等では県道37号扱いになっている。

#### 御幸道路

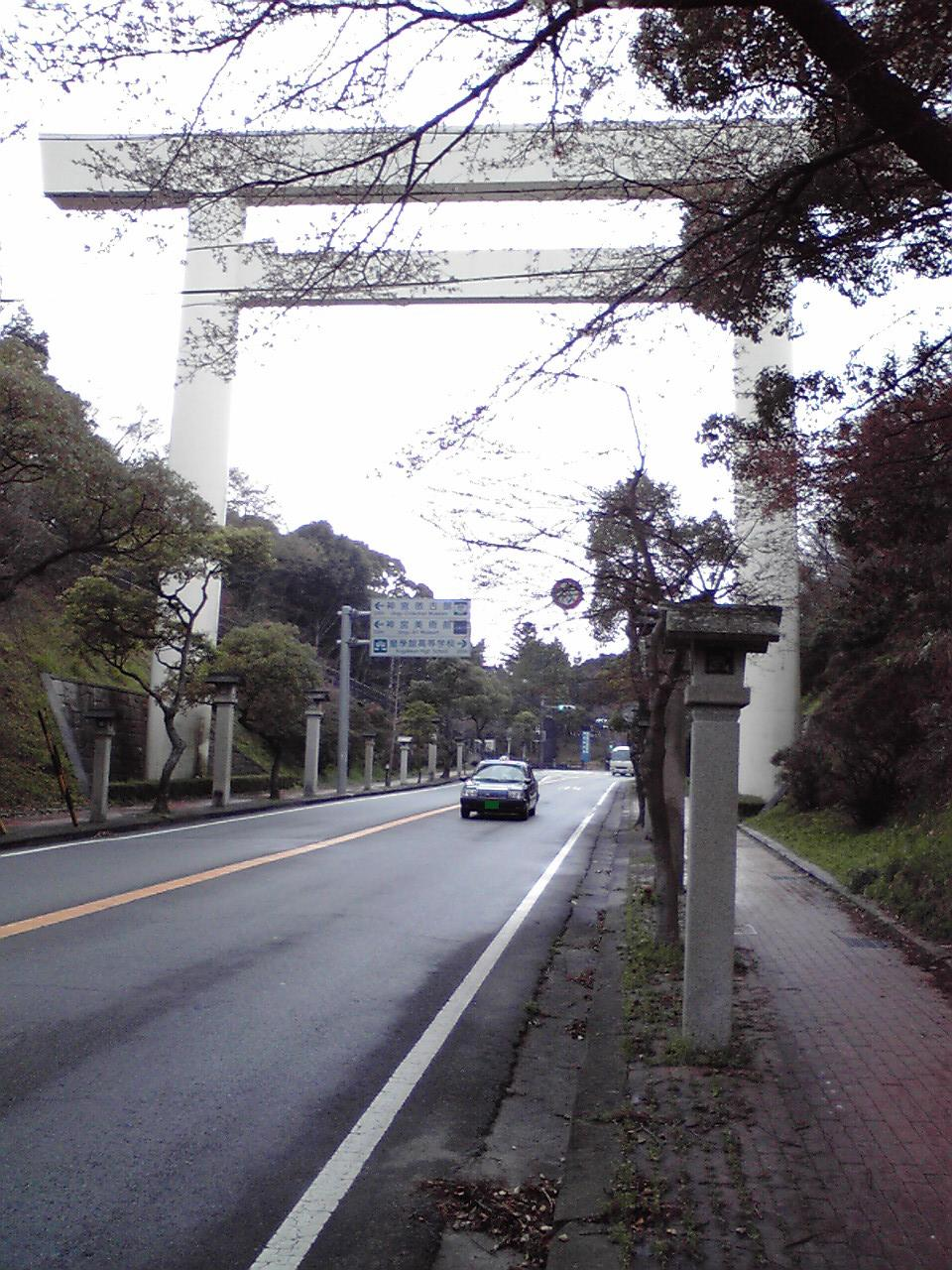
御幸道路の鳥居モニュメント

伊勢市宇治今在家町から同市本町までの区間は御幸道路（みゆきどうろ）と呼ばれている。1910年（明治43年）に明治天皇の伊勢神宮への行幸のために整備された道路で、伊勢市では最も早く舗装された道である。道の両側には石灯籠が立ち並んでいる。 御幸道路の中間付近にある倉田山は、神宮にまつわる美術館・博物館・文庫・大学が集まる文教地区になっている。
- 毎年1月4日には内閣総理大臣が伊勢神宮参拝のために通過する。
- 倭姫宮の付近には巨大な鳥居のモニュメントがあり、夜間はライトアップされている｡[11]

#### 旧国道23号

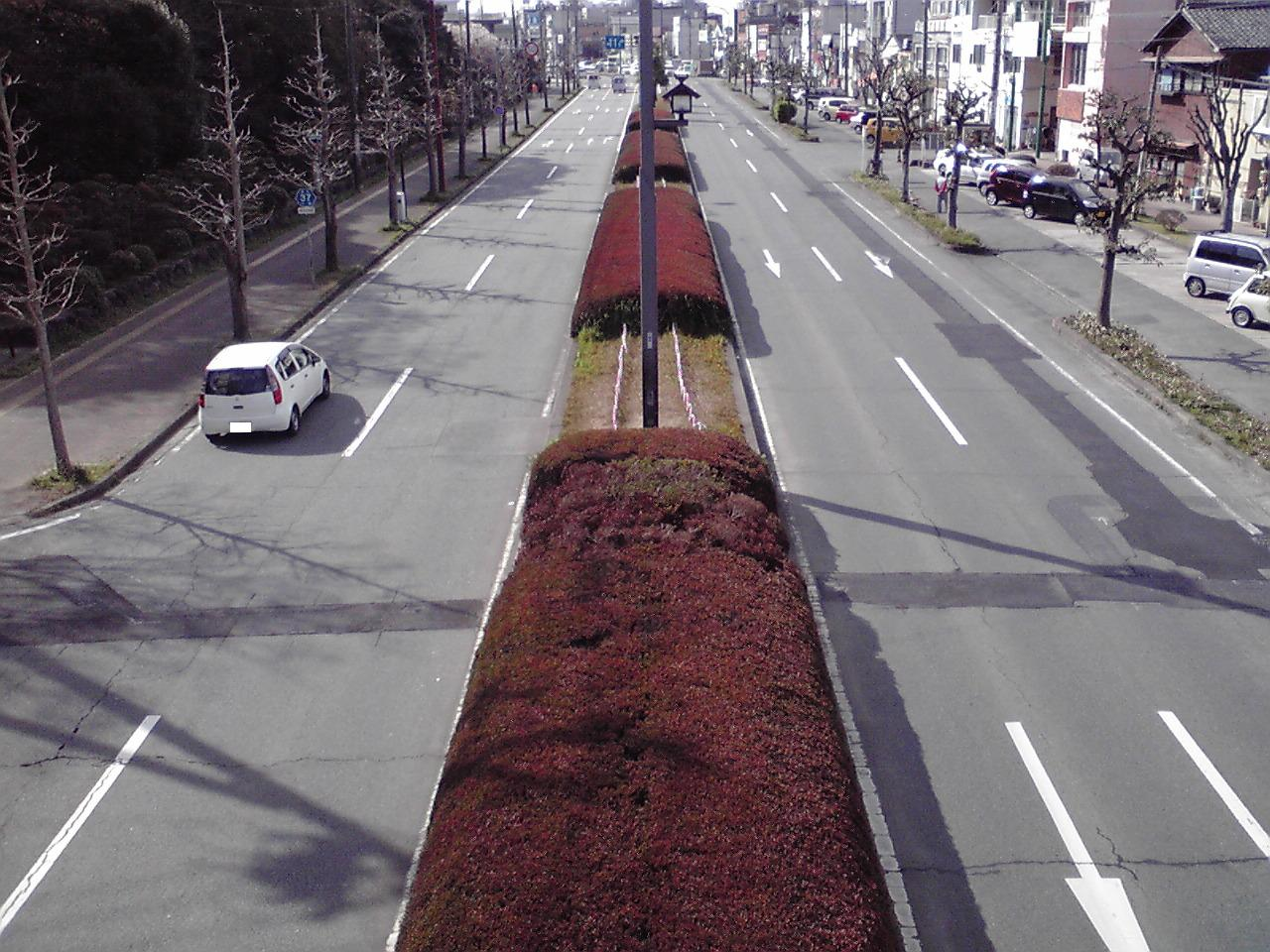
旧国道23号線（伊勢市内の4車線区間）

- 本路線の大部分は1977年（昭和52年）まで国道23号に指定されていたことから、「旧国道23号線」と呼ばれることがある。広告等では伊勢市駅前から玉城町周辺地図に「鳥羽松阪線（旧国道23号線）」と併記されることが多い。
- 旧国道区間は全日本大学駅伝対校選手権大会のコースになっている。

### 重複区間
- 三重県道715号館町通線（伊勢市楠部町 地内）
- 三重県道22号伊勢南島線（伊勢市神田久志本町・神田久志本町1交差点 - 伊勢市本町・外宮北交差点）
- 三重県道716号玉川小俣線（伊勢市小俣町湯田・湯田2交差点 - 伊勢市小俣町湯田・湯田1交差点）
- 三重県道529号多気停車場斎明線（多気郡明和町金剛坂 地内）
- 三重県道60号伊勢松阪線（松阪市大津町・大津町交差点 - 松阪市清生町・清生南交差点）

### 主な橋梁

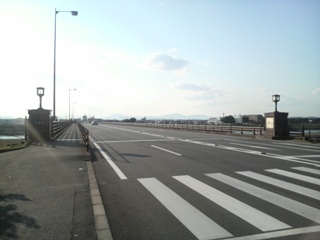
度会橋 東詰

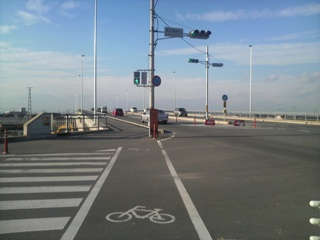
櫛田橋 南詰

#### 度会橋
宮川に架けられた伊勢市中島と同市川端町を結ぶ橋で、「宮川の渡し」の一つ「柳の渡し」があった場所である。地域では有名な橋で、「度会橋から○キロ」のような表記や店名に冠するものも見られる。橋の下には宮川堤公園があり、春には花見、夏には伊勢神宮奉納全国花火大会（宮川の花火）の会場として賑わう。橋の近くには三重河川国道事務所所管のテレメータ水位観測所の度会橋観測所がある。
初架橋は1911年（明治44年）4月で、当時は木橋だった。1933年（昭和8年）5月に永久橋に変わり、1962年（昭和37年）2月に橋の改修が行われた。1986年（昭和61年）7月に四車線化された現在の橋が竣工した。

#### 櫛田橋
- 櫛田川に架けられた松阪市早馬瀬と同市豊原町を結ぶ橋である。
- 1878年（明治11年）12月に最初の橋（木造）が架けられ、1922年（大正11年）12月に約100m上流の現在地に鉄橋が架かる。1953年（昭和28年）頃、参宮有料道路建設に伴い改修、2005年（平成17年）1月に四車線化された現在の橋が竣工した。

### 利用状況
交通量
| 地点               | 平日12時間        | 平日24時間        |
| 地点               | 2005年度⇒2010年度 | 2005年度⇒2010年度 |
| 伊勢市楠部町       | 2,026台⇒ 1,880台  | 2,654台⇒ 2,463台  |
| 伊勢市中之町       | -台⇒ 6,482台      | -台⇒ 8,686台      |
| 伊勢市中島一丁目   | 29,126台⇒26,134台 | 35,534台⇒35,020台 |
| 多気郡明和町金剛坂 | 15,066台⇒15,133台 | 21,183台⇒20,184台 |
| 松阪市豊原町       | 18,224台⇒16,415台 | 23,691台⇒21,504台 |
| 松阪市大津町       | 18,224台⇒15,260台 | 23,691台⇒20,448台 |

## 地理

### 通過する自治体
- 鳥羽市
- 伊勢市
- 度会郡玉城町
- 多気郡明和町
- 松阪市

### 交差する道路
- 国道42号（起点）
- 三重県道715号館町通線（伊勢市楠部町乙）
- 国道23号（伊勢市楠部町乙・楠部町交差点）
- 三重県道12号伊勢南勢線（伊勢市楠部町乙・楠部西交差点）
- 三重県道37号鳥羽松阪線 支線（伊勢市楠部町乙・御幸道路交差点）
- 三重県道22号伊勢南島線（伊勢市神田久志本町・神田久志本町1交差点）
- 三重県道102号伊勢二見線（伊勢市神久）
- 三重県道22号伊勢南島線・三重県道32号伊勢磯部線（伊勢市本町・外宮北交差点）
- 三重県道201号宇治山田港伊勢市停車場線（八間道路）
- 三重県道60号伊勢松阪線（伊勢市中島1丁目）
- 三重県道38号伊勢大宮線・三重県道428号伊勢小俣松阪線（伊勢市川端町）
- 三重県道13号伊勢多気線（伊勢市上地町）
- 三重県道716号玉川小俣線（伊勢市小俣町湯田・湯田2交差点）
- 三重県道716号玉川小俣線（伊勢市小俣町湯田・湯田1交差点）
- 三重県道530号田丸停車場斎明線（多気郡明和町有爾中）
- 三重県道529号多気停車場斎明線（多気郡明和町金剛坂・金剛坂交差点）
- 三重県道529号多気停車場斎明線（多気郡明和町金剛坂）
- 三重県道119号松阪度会線（松阪市早馬瀬町）
- 三重県道706号東黒部早馬瀬線（松阪市早馬瀬町）
- 三重県道701号御麻生薗豊原線・三重県道756号松阪環状線（松阪市豊原町）
- 三重県道59号松阪第2環状線（松阪市立田町・立田町交差点）
- 国道42号（松阪市朝田町・朝田町南交差点）
- 三重県道60号伊勢松阪線（松阪市大津町・大津町交差点）
- 三重県道60号伊勢松阪線（松阪市清生町）
- 国道166号・国道369号（終点）

支線
- 三重県道37号鳥羽松阪線 現道（伊勢市楠部町乙・御幸道路交差点）
- 伊勢自動車道 伊勢西IC・三重県道32号伊勢磯部線（伊勢市勢田町）

### 沿線にある施設など
朝熊道
- 近鉄鳥羽線 朝熊駅
- 神宮神田
- 大土御祖神社・宇治乃奴鬼神社
- 国津御祖神社・葦立弖神社
- 伊勢市立四郷小学校
- 楠部公民館

伊勢二見鳥羽ライン
- 富士OGMエクセレントクラブ伊勢二見コース

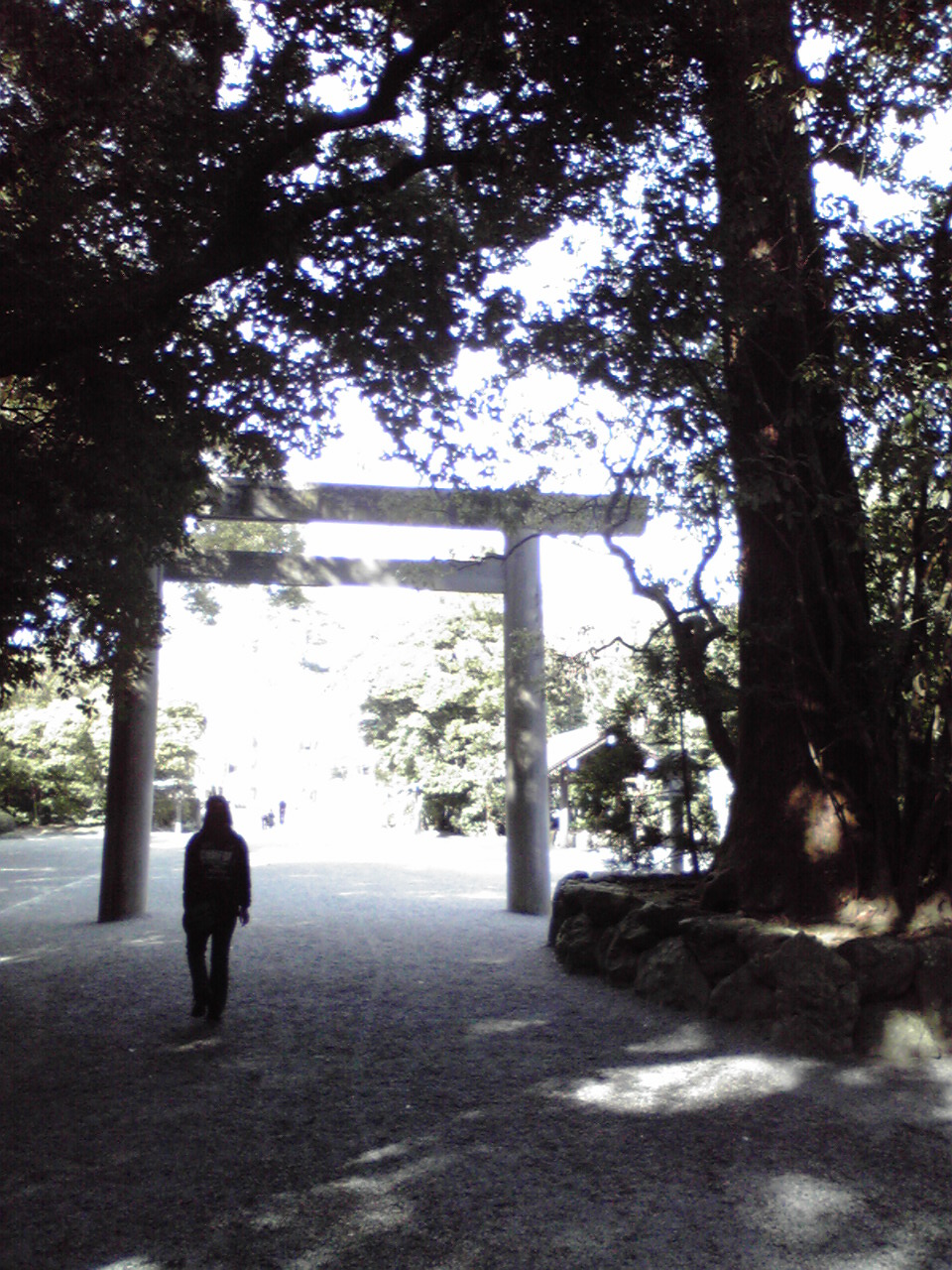
外宮の鳥居

- UL Japan
- 三重県営サンアリーナ

御幸道路
- 赤福赤心寮
- 近鉄鳥羽線 五十鈴川駅
- 市立伊勢総合病院
- 神宮徴古館・農業館・美術館
- 倭姫宮
- 皇學館大学・高等学校・中学校
  - 皇學館大学佐川記念神道博物館
- 神宮文庫
- 三重県立伊勢高等学校

県道22号との重複区間
- 伊勢市消防本部
- 隠岡遺跡公園
- 伊勢郵便局
- 伊勢簡易裁判所
- 伊勢市役所
- 伊勢神宮外宮

旧国道23号線
- JR参宮線・近鉄山田線 伊勢市駅
- 伊勢銀座新道商店街
- 月夜見宮・高河原神社
- 湯田神社
- 伊勢平安閣（結婚式場）
- 明和団地
- 金剛ヶ丘団地
- 松阪市立揥水小学校
- 松阪食肉流通センター（家畜市場）